# Новое (у деревни Козлово)
Новое — деревня в Торопецком районе Тверской области.

## География
Находится в западной части Тверской области на расстоянии приблизительно 45 км на север-северо-запад по прямой от районного центра города Торопец к северу от деревни Козлово.

## История
На карте 1941 года показана как Новая с 7 дворами.

## Население
Численность населения: 12 человек (все русские) в 2002 году, 1 в 2010, 3 в 2021 году.